# Авраам бен Исаак из Нарбонны
Авраам бен Исаак из Нарбонны (ивр. ר׳ אַבְרָהָם בֶּן יִצְחָק מִנַרְבּוֹנָה‎; 1085, Монпелье — 1158, Нарбон), раввин, еврейский законоучитель и каббалист. Относится к средневековым раввинам Прованса. Известен также как Раавад II. Известен как автор галахического кодекса «Ха-Эшколь» («Гроздь») и один из первых известных по имени каббалистов Европы.  
Считается основателем провансальской школы каббалы и духовным предшественником таких мыслителей, как Исаак Слепой и Азриэль из Жероны.

## Биография
Авраам бен Исаак, вероятно, родился в Монпелье. Его учителем был Моисей бен Иосиф бен Мерван ха-Леви, и ещё при жизни последнего Авраам был назначен главой (Ав-бет-дин) раввинского суда Нарбонны, состоящего из девяти членов, и стал главой раввинской академии. В последнем качестве он обучал двух величайших талмудистов Прованса, а именно Авраама бен Давида, который впоследствии стал его зятем, и Зерахию ха-Леви. Вениамин Тудельский в своих путевых записках упоминает о нём как о главе йешивы в Нарбонне. Авраам бен Исаак умер в Нарбонне в 1158 году (по другим источникам  в 1179 году).

## Литературное наследие
Как и большинство провансальских учёных, Раавад II составил многочисленные комментарии к Талмуду, которые, однако, утеряны, за исключением комментария к трактату Баба Батра, рукопись которого сохранилась в Мюнхене. Многочисленные цитаты из этих комментариев можно найти в трудах Нахманида, Зерахии Геронди, Ниссима Геронди и других. Многие из его объяснений отрывков из Талмуда также повторяются в его респонсах, в которых излагается его герменевтический метод. В комментариях к Талмуду Раавад, вероятно, взял за образец манеру письма Раши.
Познания Раавада в Талмуде нашли отражение в его книге «Ха-Эшколь». Эта работа создана по образцу известной работы Исаака Альфаси «Сефер ха-Галахот» и стала первым дошедшим до наших дней правовым кодексом разработанным французскими евреями. Несмотря на то, что она уступает работе Альфаси по оригинальности и по глубине, она тем не менее содержит некоторые усовершенствования модели Альфаси, такие как расположение содержания в соответствии с темой, что значительно облегчило практическое использование этой книги. Раавад использовал Иерусалимский Талмуд и гаоническую литературу гораздо более полно, чем Альфаси, а также более подробно разобрал многие темы, которые Альфаси лишь кратко рассмотрел. Согласно другому мнению, «Ха-Эшколь» можно рассматривать как сокращённую версию труда р. Йеуды бен Барзилая из Барселоны «Ха-Иттим».
Помимо этой книги сохранились некоторые респонсы Авраама бен Исаака. Один из них цитируется в сборнике «Темим Деим» и в «Сефер ха-Терумот» Самуэля Сарди. Другие респонсы, отправленные Йозефу бен Хену (Грациано) из Барселоны и Мешулламу бен Якобу из Люнеля, найдены в рукописи, принадлежащей барону де Гинцбургу в Санкт-Петербурге. Сборник респонсов Раавада II, сохранившийся в Йемене, единственный в своём роде манускрипт, был опубликован р. Йосефом Каппахом в 1962 г.

## Влияние в области Галахи
Авраам бен Исаак оказал значительное влияние на изучение Талмуда в Провансе. Лангедок в политическом отношении являлся связующим звеном между Испанией и северной Францией. Таким образом еврейские учёные этого региона играли роль посредников между евреями этих стран. Эту функцию выполнял и Авраам бен Исаак, которого можно видеть как связующее звени между диалектикой тосафистов Франции и систематической наукой испанских раввинов. Французско-итальянские кодификаторы — Аарон ха-Коэн из Люнеля, Седекия бен Авраам и многие другие — взяли за образец Ха-Эшколь Раавада, и только с появлением галахического кодекса Арбаа Турим (автор Яаков Бен-Ашер) Ха-Эшколь потерял своё значение и канул в сравнительное забвение. Школа, основанная Авраамом бен Исааком, последователями которой были его ученики Авраам бен Давид из Поскьера и Зерахия ха-Леви создала систему талмудической критики, причём метод использованный ими был тосафистской диалектикой, модифицированной и упрощённой испано-еврейской логикой.

## Вклад в развитие каббалы
Согласно историографической теории разработанной Шолемом и его последователями, именно в Провансе XII века, являвшемся связующим звеном между еврейскими центрами Испании и Северной Франции, впервые возникло средневековое каббалистическое учение. В рамках этой теории, Авраам бен Исаак из Нарбонны сыграл ключевую роль в этом процессе: получив традиционное образование у провансальских мудрецов (Ицхак бен Мерван ха-Леви, Мешуллам бен Яаков из Люнеля) и одновременно восприняв испано-еврейское наследие (некоторое время он учился в Барселоне у р. Йеуды бен Барзилая аль-Барселони, автора подробного комментария к мистической книге «Сефер Йецира»), он привнёс в Прованс знания как в области галахи, так и в области эзотерического учения. Современные исследователи рассматривают его как первое звено в цепи провансальской каббалы и одного из первых известных по имени каббалистов Европы.
Авраам бен Исаак и его ближайшие ученики придерживались принципа сокрытия тайного учения от непосвящённых. Его внук, знаменитый каббалист Исаак Слепой, свидетельствовал, что «его отцы» (т. е. его дед Авраам бен Исаак и его отец Авраам бен Давид) были хранителями мистической традиции, но «не обмолвились о ней ни словом [в присутствии непосвящённых] и вели себя с ними так, словно те вовсе не знали этой науки». Соответственно, в дошедшем до нас крупном труде Авраама бен Исаака – его галахическом кодексе «Ха-Эшколь» – отсутствует развернутое изложение каббалистических доктрин, однако некоторые исследователи находят в нём завуалированные мистические намёки. В частности, Авраам бен Исаак ссылается на эзотерический комментарий к агадическому эпизоду о том, как Бог показал Моисею «узел тфиллин» у Себя на голове – мидраш истолковывает этот образ как видение Божественной славы.
Позднейшие каббалистические легенды возводят происхождение учения напрямую к пророку Илие. В кругу учеников Рамбана около 1300 года были записаны предания о том, что пророк Илия являлся во сне первым каббалистам Прованса и раскрыл им тайны этой науки. Согласно одному варианту этой легенды, это откровение получил сам Авраам бен Исаак и затем передал его своим преемникам (согласно другому варианту – первым удостоился видения Илии р. Давид, отец Авраама бен Давида, а уже через него знание перешло к его сыну и далее к внуку, Исааку Слепому).